# Жулі Депардьє
Жулі́ Депардьє́ (фр. Julie Depardieu; нар. 18 червня 1973, Париж, Франція) — французька акторка театру, кіно та телебачення. Лауреатка французької національної кінопремії «Сезар» 2004 і 2008 років .

## Біографія
Народилася 18 червня 1973 року в Парижі у сім'ї акторів Жерара і Елізабет Депардьє. У неї був рідний старший брат Гійом, який помер у 2008 році в результаті загострення давнього захворювання, а також є звідні брат Жан і сестра Роксана. Перш ніж остаточно вибрати для себе акторську кар'єру, Жулі почала вивчати філософію, наприкінці 1990-х остаточно вибрала користь кінематограф. У 1994 році Жулі знялася в маленькій ролі разом з батьком у воєнній драмі Іва Анжело за романом Оноре де Бальзака «Полковник Шабер», а потім у Жозе Даян у фільмі «Машина». Зустріч з режисеркою стала для Депардьє доленосною, і вона знялася у Даян ще в кількох телевізійних стрічках, серед яких, — знаменита телеверсія «Графа Монте-Крісто» з Жераром Депардьє.
У 1998 році Жулі Депардьє дебютувала на великому екрані у фільмі «Опівнічний іспит». Це була складна робота в психологічному плані, після якої акторка почала отримувати багато пропозицій від режисерів. 
У 1998 році вона записала музичний диск «Adieu Camille» разом з популярним французьким співаком Марком Лавуаном.
Після першого гучного успіху на великому екрані Депардьє знялася у фільмі «Люби мене» з Джонні Голлідеєм і Сандрін Кіберлен. З 2000 по 2005 роки вона багато працювала в телепроєктах, і знову зустрілася зі своєю хресною матір'ю в кіно — Жозе Даян, яка зняла її разом з братом Гійомом у фільмі «Заїд, мелодія помсти» (2001).
У 2001 році Депардьє з'явилася у стрічці «Бог великий, я маленька» разом з Одрі Тоту. У тому ж році дебютувала на театральній сцені.
У 2002 знялася у фільмі «Крихітка Лілі» разом з Людівін Саньє і отримала свою першу головну французьку кінонагороду — «Сезара» за найкращу жіночу роль другого плану.
З 2004 починається кар'єрний підйом: вона знімається у великому проєкті — фільмі «Мистецтво красиво розлучатися» з Еммануель Беар і Шарлем Берлінґом в головних ролях, після чого знімається дуже багато — як в кіно, так і на телебаченні.
У 2007-му році акторка з'явилася в американському фільмі «Година пік 3», а також в картині Клода Міллера «Сімейна таємниця», де її партнерками були Сесіль де Франс і Людівін Саньє. Клод Міллер став режисером, що приніс Депардьє визнання кінокритики. За роботу з ним у 2008 році Депардьє отримала свій другий «Сезар» як найкраща акторка другого плану.
У 2008 році Жулі Депардьє уперше здійснила постановку опери «Казки Гоффмана» в замку «Vaux le Vicomte», який надихнув Людовика XIV на будівництво Версаля.

## Особисте життя
З 2001 по 2008 роки Жулі Депардьє жила в цивільному шлюбі з віолончелістом Лораном Корсія (фр. Laurent Korcia). На зйомках фільму «Я — нічия земля» (фр. Je suis un no man's land) вона познайомилася з актором, режисером, композитором і співаком Філіпом Катріном. У пари є двоє синів: Біллі (нар. 16.6.2011) і Альфред (нар. 8.8.2012).

## Фільмографія (вибіркова)
Кіно
| Рік  |    | Українська назва                              | Оригінальна назва                                       | Роль                 |
| ---- | -- | --------------------------------------------- | ------------------------------------------------------- | -------------------- |
| 1994 | ф  | Полковник Шабер                               | Le colonel Chabert                                      | Матильда             |
| 1994 | ф  | Машина                                        | La machine                                              | Une infirmière       |
| 1998 | ф  | Опівнічний іспит                              | L'examen de minuit                                      | Серена Дартуа        |
| 1998 | ф  | Можливо                                       | Peut-être                                               | Наталі               |
| 2000 | ф  | Люби мене                                     | Love me                                                 | Барбара              |
| 2000 | ф  | Торговці піском                               | Les marchands de sable                                  | Катрін               |
| 2000 | ф  | Сентиментальні долі                           | Les destinées sentimentales                             | Марсель              |
| 2000 | ф  | 30 років                                      | 30 ans                                                  | Аріана               |
| 2000 | ф  | У останньої межі                              | In extremis                                             | Анна                 |
| 2000 | кф |                                               | Grand oral                                              | Сільвія              |
| 2001 | ф  | Бог великий, я маленька                       | Dieu est grand, je suis toute petite                    | Валері               |
| 2001 | ф  | Велома                                        | Veloma                                                  | Люсі                 |
| 2001 | ф  | Погана карма                                  | Bad Karma                                               | Крістель             |
| 2003 | кф | Зникаючий лев                                 | Le lion volatil                                         | Кларисса             |
| 2003 | кф | Спартак                                       | Spartacus                                               | демонстраторка       |
| 2003 | ф  | Гімн дурнів                                   | Bolondok éneke                                          | Веронік / Марі       |
| 2003 | ф  | Крихітка Лілі                                 | La petite Lili                                          | Жанна-Марі           |
| 2003 | ф  | Напівпансіон                                  | Bienvenue au gîte                                       | Ніна Стронг          |
| 2003 | ф  | Подіум                                        | Podium                                                  | Веро                 |
| 2004 | ф  | Я до ваших послуг                             | Je suis votre homme                                     | Агата                |
| 2004 | ф  | Довгі заручини                                | Un long dimanche de fiançailles                         | Веронік Пассаван     |
| 2005 | ф  | Інше око                                      | L'oeil de l'autre                                       | Аліса                |
| 2005 | ф  | Лихоманка                                     | La febbre                                               | Жулі                 |
| 2005 | ф  | Мистецтво красиво розлучатися                 | Un fil à la patte                                       | Амелі                |
| 2005 | ф  | При усій моїй до вас повазі                   | Sauf le respect que je vous dois                        | Флора                |
| 2005 | ф  | Пасажі                                        | Le passager                                             | Жанна                |
| 2006 | ф  | Вдалий шанс                                   | Essaye-moi                                              | Жаклін               |
| 2006 | ф  | Пам'ять про інших                             | La mémoire des autres                                   | Еліза                |
| 2006 | ф  | Ти і я                                        | Toi et moi                                              | Аріана               |
| 2006 | ф  | Усі за мною                                   | Qui m'aime me suive                                     | Праліне              |
| 2006 | ф  | Зубний біль                                   | Toothache                                               | Бібі                 |
| 2006 | ф  | Винен Фідель                                  | La faute à Fidel!                                       | Marie de la Mesa     |
| 2006 | ф  | Полтергей                                     | Poltergay                                               | Емма                 |
| 2007 | ф  | Свідки                                        | Les témoins                                             | Жулі                 |
| 2007 | ф  | Година пік 3                                  | Rush Hour 3                                             | дружина Жоржа        |
| 2007 | ф  | Ковбой                                        | Cow-Boy                                                 | Крістель Пірон       |
| 2007 | ф  | Сімейна таємниця                              | Un secret                                               | Луїза                |
| 2008 | ф  | Жінки-агенти                                  | Les femmes de l'ombre                                   | Жанна Фосьє          |
| 2009 | ф  | Бал актрис                                    | Le bal des actrices                                     | Жулі Депардьє        |
| 2009 | ф  | Одного разу у Версалі                         | Bancs publics (Versailles rive droite)                  | дружина злого сусіда |
| 2009 | ф  | Жінка-невидимка                               | La femme invisible (d'après une histoire vraie)         | Лілі                 |
| 2009 | ф  | Весільний торт                                | Pièce montée                                            | Марі                 |
| 2010 | ф  | Шлюб утрьох                                   | Le mariage à trois                                      | Гаррієт              |
| 2010 | ф  | Я — нічия земля                               | Je suis un no man's land                                | Сільвія              |
| 2010 | ф  | Вільний обмін                                 | Libre échange                                           | Жозелін Дельво       |
| 2011 | ф  | Мистецтво кохати                              | L'art d'aimer                                           | Ізабель              |
| 2011 | ф  | Власність                                     | Possessions                                             | Мерилін Карон        |
| 2013 | ф  | Опіум                                         | Opium                                                   | Нікс                 |
| 2013 | ф  | Моя мама в Америці, вона бачила Буффало Білла | Ma maman est en Amérique, elle a rencontré Buffalo Bill | Іветт, озвучування   |
| 2014 | ф  | Жовтоокі крокодили                            | Les yeux jaunes des crocodiles                          | Жозефіна Кортес      |
| 2014 | ф  | За життя                                      | À la vie                                                | Елен                 |
| 2016 | ф  | У квартирі                                    | L'appart                                                |                      |
| 2016 | ф  |                                               | Crash Test Aglaé                                        | Лієтта               |

Телебачення
| Рік       |    | Українська назва                                      | Оригінальна назва                                            | Роль                 |
| --------- | -- | ----------------------------------------------------- | ------------------------------------------------------------ | -------------------- |
| 1996      | тф | Узи серця                                             | Les liens du coeur                                           | Сара                 |
| 1996      | тф | Пристрасть доктора Берга                              | La passion du docteur Bergh                                  | Валері Летешен       |
| 1998      | с  | Граф Монте-Крісто                                     | Le comte de Monte Cristo                                     | Валентина де Вільфор |
| 1998      | тф | Тверде переконання                                    | Intime conviction                                            | Лоренс               |
| 2000      | тф | Дві жінки в Парижі                                    | Deux femmes à Paris                                          | Мод                  |
| 2001      | тф | Зайде, маленька помста                                | Zaïde, un petit air de vengeance                             | Марі                 |
| 2001      | тф | Вільне падіння                                        | L'aîné des Ferchaux                                          | Ліна                 |
| 2001      | тф | Спочатку діти                                         | Les enfants d'abord                                          | Сесілія Контіні      |
| 2003      | тф | Жан Мулен, французький роман                          | Jean Moulin, une affaire française                           | сестра Генрієтта     |
| 2003      | с  | Дитячий центр                                         | La maison des enfants                                        | Шарлотта             |
| 2004      | тф | Міледі                                                | Milady                                                       | Констанція Бонасьє   |
| 2005      | тф | Та, що залишається                                    | Celle qui reste                                              | Жанна                |
| 2005      | с  | Прокляті королі                                       | Les rois maudits                                             | Жанна де Пуатьє      |
| 2008      | с  | Вони і я                                              | Elles et moi                                                 | Еліс Брунетті        |
| 2009—2010 | с  | Століття Мопассана. Повісті і оповідання XIX століття | Au siècle de Maupassant: Contes et nouvelles du XIXème si... | Адель                |
| 2011      | тф | Прощальний букет                                      | Bouquet final                                                | Клер                 |
| 2013      | с  | Сім'я Кац                                             | La Famille Katz                                              | Теа                  |
| 2013      | тф | Необачність                                           | Indiscrétions                                                | Жулі Лефорт          |
| 2014      | тф | Калібр                                                | Magnum                                                       | Жулі Депардьє        |

## Визнання
| Фестиваль «Актори екрану» |                                      |                  |           |
| 1999                      | Приз Мішеля Симона найкращій акторці | Опівнічний іспит | Перемога  |
| Премія «Сезар»            |                                      |                  |           |
| 2004                      | Найперспективніша акторка            | Крихітка Лілі    | Перемога  |
| 2004                      | Найкраща акторка другого плану       | Крихітка Лілі    | Перемога  |
| 2005                      | Найкраща акторка другого плану       | Подіум           | Номінація |
| 2008                      | Найкраща акторка другого плану       | Сімейна таємниця | Перемога  |
| Кришталевий глобус        |                                      |                  |           |
| 2008                      | Найкраща акторка                     | Сімейна таємниця | Номінація |